# Лещенко Олексій Якович
Ле́щенко Олексі́й Я́кович (нар. 4 (17) березня 1906 — пом. 9 серпня 1970) під час оборони Севастополя в 1941—1942 роках — командир 35-ї берегової бронебаштової батареї № 35 Севастопольського оборонного району, старший лейтенант.

## Біографія
Олексій Якович Лещенко народився 4 березня (17 березня за новим стилем) 1906 року в селищі Василівка Олександрівського повіту (нині місто Василівка райцентр Запорізької області) в сім'ї робітників паровозного депо Якова Федотовича і Мотрони Архипівни Лещенків.
Після закінчення селищної школи працював паровозним майстром в депо. У грудні 1928 року призваний на військову службу в Морські Сили Чорного моря.
В серпні 1929-го, після закінчення об'єднаної школи старшин навчального загону МСЧМ, був направлений для подальшого проходження служби на батарею берегової оборони № 35. Через чотири місяці призначений командиром правої гармати другої башти батареї. У грудні 1931 року залишений на надстрокову службу на посаді старшини першої башти.
Після закінчення військово-морського училища у 1934 році, лейтенант Лещенко призначений помічником командира 1-ї башти 35-ї берегової батареї, а у вересні 1936 року — помічником командира 35-й баштової батареї берегової оборони Чорноморського флоту.
У 1937-му за доносом про те, що лейтенант Лещенко має родичів серед білоемігрантів за кордоном (відомий за кордоном співак Петро Лещенко дійсно був його дядьком) був арештований органами НКВС, виключений з партії. За клопотанням командування флотом врешті-решт був звільнений, відновлений у партії.
Після завершення Курсів удосконалення командного складу Народного комісаріату ВМФ, призначений командиром берегової батареї № 13. А у вересні 1940-го став командиром 35-ї берегової батареї великого калібру.
В бойових діях — з початку оборони Севастополя. Перші бойові постріли були виконані батареєю 7 листопада 1941 року. Всього в цей день батарея № 35 провела чотири стрільби випустивши 46 фугасних снарядів.
За сім місяців війни 35-а батарея провела 59 стрільб. Було витрачено 458 пострілів. В результаті її артвогню було знищено до 10 автомашин, до 6 артилерійських і мінометних батарей і до 800 чоловік піхоти противника. В подальшому в період червневих боїв 1942 року 35-а батарея щоденно вела вогонь по військам противника, а після загибелі в оточенні 30-ї батареї стала останнім резервом важкої артилерії Севастопольського оборонного району. З метою придушити батарею німецька авіація піддавала її регулярним потужним авіаударам.
Наприкінці червня на батареї був розгорнутий запасний командний пункт флоту. Вночі 29 червня на батарею прибула Військова рада флоту на чолі з віце-адміралом Октябрьським. Трохи пізніше туди ж перебралося командування і штаби Приморської армії і Берегової оборони флоту. Лещенко було наказано організувати евакуацію Військової ради флоту на підводному човні. Лещенко зробив все, щоб відправити командувача на велику землю останнім літаком, а штаб Приморської армії — на підводному човні. А сам залишився разом з батарейцями.
Залишившись заступником по береговій обороні генерал-майора Новікова, який очолив залишки оборони після втечі командування флотом, майор Лещенко зібрав бійців, що знаходяться в районі батареї і тримав оборону з ночі 30 червня. Гарнізон Херсонеського півострова протримався добу, утримуючи кругову оборону довкола батареї. 1-2 липня, коли закінчилися бойові снаряди, командир батареї наказав вести вогонь в упор прямою наводкою практичними снарядами. Комбат Лещенко був контужений, але прийшовши в себе, віддав наказ готувати батарею до підриву.
У ніч на 3 липня останній опорний пункт оборони Севастополя припинив своє існування. Керуючи відходом особового складу до берегової смуги, Олексій Лещенко був знову поранений. Але червонофлотці не кинули свого командира, а в несвідомому стані завантажили на один з останніх морських мисливців, на якому він був евакуйований до Новоросійська.
Подання на присвоєння майору Лещенку Олексію Яковичу звання Героя Радянського Союзу було анульовано з невідомих причин. За оборону Севастополя нагороджений орденом Червоного Прапора. Орден і медаль «За оборону Севастополя» Олексій Якович отримав одним з останніх.
Після лікування О. Я. Лещенко був призначений командиром 117-го артилерійського дивізіону Новоросійської військово-морської бази. Брав участь у Південно-Озерейській десантній операції, утриманні плацдарму в районі Мисхако, відомого як «Мала Земля». Вміло вів артилерійську дуель з ворожою артилерією на Тамані, а з 30 квітня 1944 року його дивізіон брав участь у звільненні Севастополя.
За «відверті розмови» про останні дні оборони Севастополя, командира 117-го артдивізіону Чорноморського флоту майора Лещенка О. Я. було відкомандировано в розпорядження коменданта берегової оборони Тихоокеанського флоту. Після війни продовжував службу на Балтиці. Звільнився в запас за станом здоров'я у 1955 році в званні підполковника.
Після звільнення з лав ЗС СРСР займався пошуковою роботою, літературною діяльністю. Мешкаючи в Києві, Олексій Якович разом з ветеранами-чорноморцями домігся того, що одна з вулиць нового мікрорайону «Відрадний» отримала назву вулиця Героїв Севастополя.
Помер 9 серпня 1970 року. Похований Лук'янівському військовому кладовищі.

## Нагороди
- Орден Червоного прапора
- Два ордени Червоної Зірки
- Орден Вітчизняної війни 1-го ступеня
- а також медалі.

## Пам'ять
Не зважаючи на те, що рукопис книги Олексія Яковича Лещенка про події на мисі Херсонес, який був написаний ним у 1965 році так і не був надрукований в СРСР, у 2008 році письменники-мариністи Сергій Смолянников і Віктор Михайлов видали книгу «Веду бій … за правду», в основу якого покладені рукописні спогади останнього командира 35-ї батареї. Книга стала частиною трилогії, до якої увійшли також «Севастополь: неприступний і нескорений» (2007) і «Заповітна скеля безсмертя, пам'яті й скорботи» (2009). В основу усіх трьох творів покладені щоденники гвардії капітана О. Я. Лещенка.